# استورک
استورک (انگلیسی: Stork) شرکت خدمات نفت و گاز هلندی اس، که در سال ۱۸۶۵ تأسیس شد.